# Laden (Pferd)

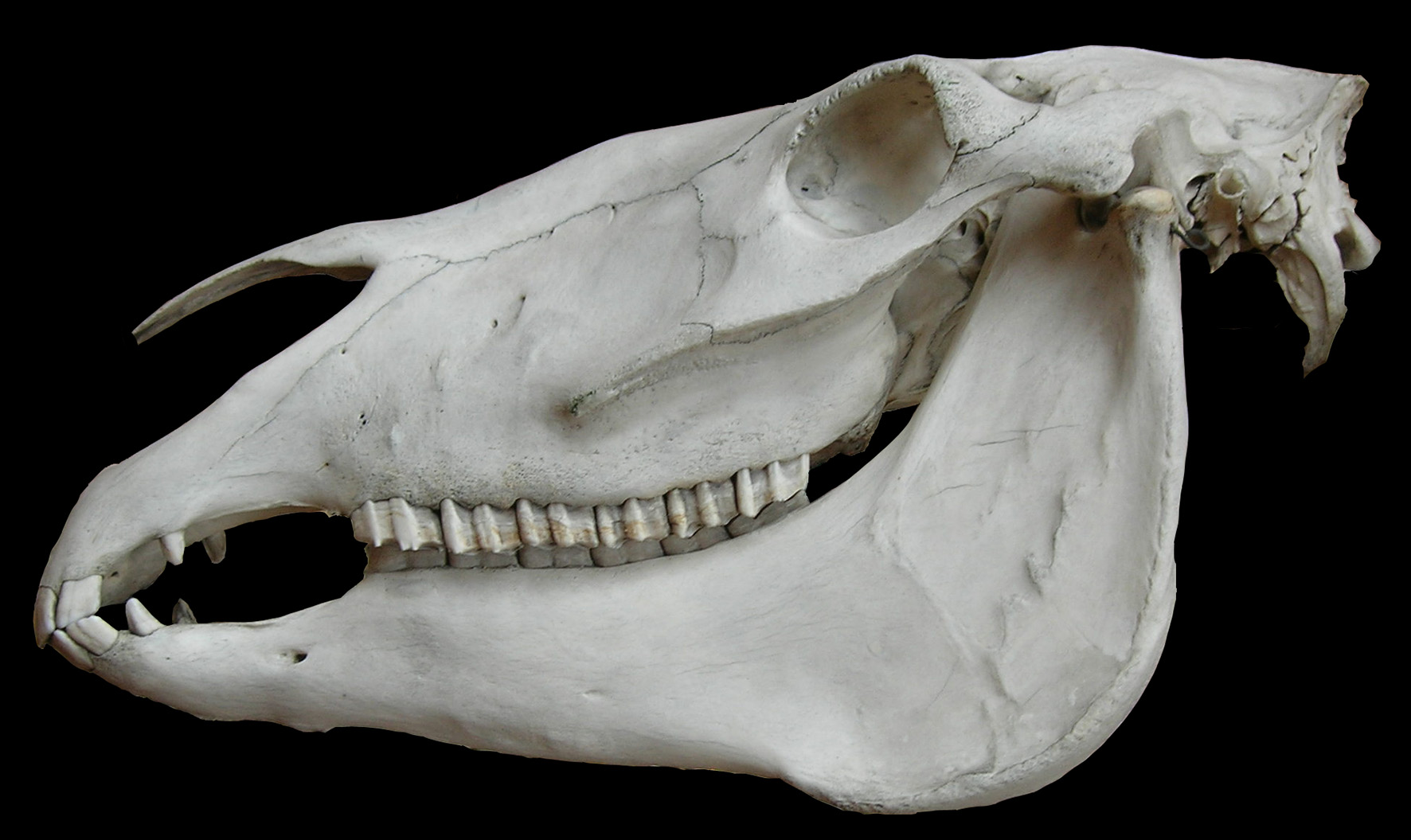
Pferdeschädel mit dem zahnfreien Raum, den Laden

Die Laden des Pferdes sind die zahnfreien Räume zwischen Schneide- beziehungsweise Hakenzähnen und Backenzähnen des Unterkiefers. Sie heißen auch Diastema.
Beim Pferdesport wird das Gebiss, die Trense und/oder die Kandare in diesen Zwischenraum gelegt.

## Ladendruck

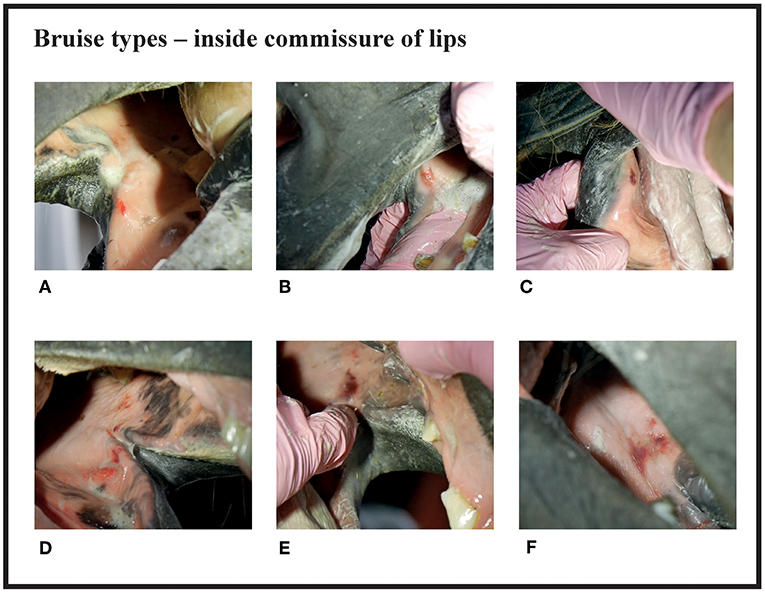
Ladendruck

Durch falsch sitzende Mundstücke oder auch unangemessen heftige Zügelführung kann eine akute oder chronische Entzündung, der sogenannte Ladendruck, entstehen. Medizinisch gesehen handelt es sich um eine mechanisch ausgelöste, lokale Maulschleimhautentzündung. Merkmale sind blutige oder eitrige Geschwüre, Wunden und Knochenauftreibungen im Maulbereich.